# 諸葛義夫
諸葛 義夫（もろくず よしお、1909年8月16日 - 1983年8月21日）は、日本の経営者。住友海上火災保険社長、会長を務めた。

## 経歴
東京都出身。1933年に東京商科大学本科を卒業し、同年に住友海上火災保険に入社。1960年6月に取締役に就任し、1965年6月に常務、1968年6月に専務を経て、1969年6月には社長に就任。1974年9月に会長を経て、1978年7月には相談役に就任。
1973年9月に藍綬褒章を受章し、1979年11月に勲三等瑞宝章を受章。
1983年8月21日、急性心不全のために死去。74歳没。